# Alexandra Avierino

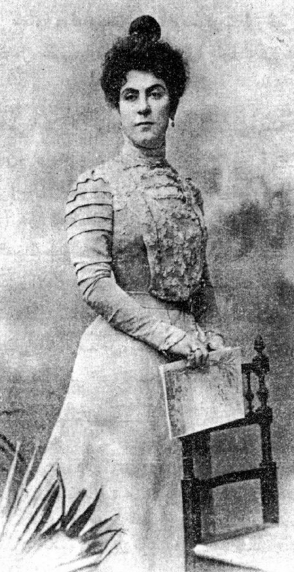
Alexandra Avierino (Khoury)

Alexandra Avierino (tháng 11 năm 1872 – 1937) là một nhà văn người Ai Cập gốc Lebanon.
Bà được sinh ra với tên gọi là Alexandra Khuri ở Beirut. Bà nội của bà là người Ai Cập, ông nội của bà là người Nga. Bà được giáo dục tại các trường tu ở Lebanon và sau đó là Alexandria. Khi còn ở tuổi thiếu niên, bà kết hôn với Miltiades di Avierino, người gốc Ý và Tây Ban Nha. Hai vợ chồng có hai cô con gái và một người con trai. Avierino trở thành người Anh thông qua cuộc hôn nhân của bà.
Năm 1898, bà thành lập Anis Al-Jalis ("Người đồng hành xã hội"), một tạp chí dành cho phụ nữ hàng tháng, cũng là biên tập viên của tạp chí này. Năm 1900, bà đi tới Paris, nơi bà đại diện cho Ai Cập tại hội nghị của Liên minh vũ trụ des desmesmes pour la paix. Năm 1901, bà bắt đầu một bài phê bình văn học Pháp Le Lotus; Nó khá đắt để xuất bản và chỉ xuất hiện trong vòng một năm. Bà tiếp tục xuất bản Anis Al-Jalis cho đến khi bà buộc phải ngừng hẳn vì lý do tài chính vào năm 1907.
Avierino cũng viết thơ và kịch. Bà ấy đã tổ chức một thẩm mỹ viện nơi trí thức, cả phụ nữ và đàn ông, có thể tụ tập. Bà đã đóng góp cho các tờ báo như al-Muqaṭṭam (thân Anh) và Al-Mu'ayyad (chống Anh).
Trong những năm đầu thập niên 1920, bà buộc phải tới Anh để giải quyết các vấn đề liên quan đến tư cách là một công dân Anh. Sau đó, vào tháng 7 năm 1924, bà bị chính quyền Ai Cập bắt giữ và bị buộc tội có liên quan đến một vụ ám sát đối với Thủ tướng Saad Zaghloul. Sau khi bị thẩm vấn và trả tự do, bà rời Anh. Khi trở về, bà bị từ chối nhập cảnh vào Ai Cập. Bà đã qua đời ở London.